# 櫻井風我
櫻井 風我（さくらい ふうが、2000年9月11日 - ）は、東京都出身のプロサッカー選手。Jリーグ・テゲバジャーロ宮崎所属。ポジションはディフェンダー。

## 来歴
小・中学生時代は横浜F・マリノスのアカデミーに所属していた。日大藤沢高校では2年時に出場したインターハイで準優勝を経験。進学先の明治大学体育会サッカー部では後にプロ入りする遠藤雅己、林幸多郎、福田心之助、木村卓斗、松原亘紀らとプレーした。2022年11月29日、2023年シーズンからのツエーゲン金沢加入内定が発表された。
2023年2月19日、J2リーグ開幕戦の東京ヴェルディ戦でプロデビューを飾った。
2024年10月6日、J3リーグ第31節テゲバジャーロ宮崎戦の出場にて、規定出場時間の公式戦出場を満たしたためプロA契約を締結。
2025年6月5日、テゲバジャーロ宮崎へ期限付き移籍。

## 所属クラブ
- 横浜F・マリノスプライマリー（大田区立中萩中小学校）
- 横浜F・マリノスJY追浜（大田区立糀谷中学校）
- 2016年 - 2018年 日本大学藤沢高等学校
- 2019年 - 2022年 明治大学
- 2023年 -  ツエーゲン金沢
  - 2025年6月 -  テゲバジャーロ宮崎 (期限付き移籍)

## 個人成績
| 国内大会個人成績 | 国内大会個人成績 | 国内大会個人成績 | 国内大会個人成績 | 国内大会個人成績 | 国内大会個人成績 | 国内大会個人成績 | 国内大会個人成績 | 国内大会個人成績 | 国内大会個人成績 | 国内大会個人成績 | 国内大会個人成績 |
| 年度             | クラブ           | 背番号           | リーグ           | リーグ戦         | リーグ戦         | リーグ杯         | リーグ杯         | オープン杯       | オープン杯       | 期間通算         | 期間通算         |
| 年度             | クラブ           | 背番号           | リーグ           | 出場             | 得点             | 出場             | 得点             | 出場             | 得点             | 出場             | 得点             |
| 日本             | 日本             | 日本             | 日本             | リーグ戦         | リーグ戦         | リーグ杯         | リーグ杯         | 天皇杯           | 天皇杯           | 期間通算         | 期間通算         |
| ---------------- | ---------------- | ---------------- | ---------------- | ---------------- | ---------------- | ---------------- | ---------------- | ---------------- | ---------------- | ---------------- | ---------------- |
| 2023             | 金沢             | 5                | J2               | 8                | 0                | -                | -                | 0                | 0                | 8                | 0                |
| 2024             | 金沢             | 5                | J3               | 9                | 1                | 1                | 0                | 1                | 0                | 11               | 0                |
| 2025             | 金沢             | 5                | J3               | 6                | 0                | 1                | 0                | 1                | 0                | 8                | 0                |
| 2025             | 宮崎             | 4                | J3               |                  |                  | -                | -                | -                | -                |                  |                  |
| 通算             | 日本             | 日本             | J2               | 8                | 0                | -                | -                | 0                | 0                | 8                | 0                |
| 通算             | 日本             | 日本             | J3               | 15               | 1                | 2                | 0                | 2                | 0                | 19               | 0                |
| 総通算           | 総通算           | 総通算           | 総通算           | 23               | 1                | 2                | 0                | 2                | 0                | 27               | 0                |

出場歴
- Jリーグ初出場 - 2023年2月19日 J2第1節 東京ヴェルディ戦 (味の素スタジアム)
- Jリーグ初得点 - 2024年4月6日 J3第8節 松本山雅FC戦 (金沢ゴーゴーカレースタジアム)